# Лузітанська хроніка
«Лузіта́нська хро́ніка» (лат. Chronicon Lusitanum, Chronicon Lusitano, Chronica Lusitana) — португальська середньовічна хроніка. Складена наприкінці ХІІ — початку ХІІІ століття. Охоплює період від переселення вестготів до Піренейського півострова (311) до правління португальського короля Афонсу І (1139—1185). Написана на основі тогочасних документів, усних переказів тощо. Записи хроніки упорядковані в хронологічному порядку, дати подані за іспанською ерою. Більша частина документу присвячена діянням Афонсу І. Назва «Лузітанська хроніка» — новітня; під цією назвою хроніка опублікована у збірнику «España sagrada» (1758; 2-е видання — 1796). Старі назви — «Го́тська хро́ніка», або «Хро́ніка го́тів» (лат. Chronica Gothorum, Chronicon Gothorum, Gothorum Chronica); зустрічається в пізніших списках-копіях. Цінне джерело з португальської історії ХІ — ХІІ століть.

## Зміст
- 1128 (ера 1166): битва при Сан-Мамеде.
- 1139 (ера 1177): битва при Оріке.